# Lamborghini Estoque
O Estoque é um protótipo de sedan superesportivo apresentado pela Lamborghini da edição de 2008 do Paris Motor Show. O Estoque chega para brigar com os futuros Porsche Panamera e Aston Martin Rapide, de proposta semelhante. Mede 5,15 metros de comprimento e tem motor central dianteiro, localizado logo atrás do eixo. No Gallardo e no Murciélago, o propulsor fica em posição central traseira. 
Seus traços seguem o estilo da marca italiana, porém são mais conservadores. Na dianteira há enormes tomadas de ar inferiores convivem com faróis trapezoidais de pequenas dimensões. A linha de cintura é mais baixa do que nos outros Lamborghini, para abrigar os passageiros posteriores. Atrás, pára-lamas musculosos e lanternas estreitas e horizontais.
O motor escolhido para o Estoque é o 5.2 V10 de 560 cv do Gallardo LP 560-4, com tração integral. Além dele, o cupê italiano pode receber um V8 equipado com compressor volumétrico e diesel V12 TDI de 500 cv recém-lançado no Audi Q7.
De acordo com a Lamborghini, o projeto de produção foi adiado em 2009 por tempo indeterminado e nada indica que deva ser produzido.